# Pilea penninervis
Pilea penninervis es una especie de planta del género Pilea, perteneciente a la familia Urticaceae.

## Taxonomía
Pilea penninervis fue descrita por Chia Jui Chen en 1982.

## Distribución
Se encuentra en el territorio centro-sur y sudeste de China, y también en Vietnam.